# 科茹希夫
49°27′23″N 27°55′56″E / 49.45639°N 27.93222°E
科茹希夫（烏克蘭語：Кожухів），是烏克蘭的村落，位於該國西南部文尼察州，由文尼察區負責管轄，始建於1590年，面積0.35平方公里，海拔高度313米，2001年人口1,243，人口密度每平方公里3,511.3人。